# Computer telephony integration
Computer telephony integration (forkortet CTI) er en teknologi, hvor telefoni og IT er integreret, hvilket giver mulighed for en lang række funktioner såsom hurtigkald, nummervisning, eller afsendelse eller modtagelse af fax.
| Telefon | Spire Denne artikel om (mobil-)telefoner og telefoni er en spire som bør udbygges. Du er velkommen til at hjælpe Wikipedia ved at udvide den. |